# Love Like Winter
«Love Like Winter» es una canción de la banda estadounidense de rock AFI, incluida en su séptimo álbum de estudio, Decemberunderground (2006). Fue compuesta por todos los miembros del grupo y producida por Jerry Finn. La grabación tuvo lugar en los Conway Studios y Sage and Sound Recording, en Los Ángeles, California, y su proceso de producción fue uno de los más desafiantes del disco debido a la abundante programación de pistas electrónicas que dificultó su desarrollo. Inicialmente, el guitarrista Jade Puget concibió la maqueta para su proyecto paralelo de música electrónica Blaqk Audio, pero el trabajo vocal de Davey Havok y la incorporación de guitarra y bajo lo llevó a pensarla para AFI.
Musicalmente, presenta influencias de synth pop y rock electrónico, con un motivo invernal y un estribillo de estilo arena rock reminiscentes de la música de los años 80. La pista fue enviada a las emisoras de radio de música alternativa a finales de septiembre de 2006 y se lanzó oficialmente como segundo sencillo del álbum el 26 de septiembre. Alcanzó el puesto cuatro en la lista Alternative Airplay de Billboard y se convirtió en el segundo sencillo de AFI en ingresar al Billboard Hot 100, donde llegó a la posición 68 en enero de 2007. También logró posiciones en las listas de Australia, Escocia y Reino Unido, y fue la primera canción de la banda en aparecer en rankings de música pop.
El videoclip fue dirigido por Marc Webb y se estrenó en septiembre de 2006. Inspirado en películas de Quentin Tarantino, Tim Burton y Akira Kurosawa, adopta un enfoque narrativo centrado en el amor y el miedo, alejándose de la típica presentación de la banda. Su lanzamiento en el programa Total Request Live (TRL) de MTV fue un éxito, alcanzando la primera posición en seis ocasiones. «Love Like Winter» fue interpretada en eventos destacados como Saturday Night Live, MTV Goes Gold: New Year's Eve 2007 y Live Earth, y ha permanecido como parte habitual del repertorio en las giras promocionales de los álbumes posteriores del grupo. 

## Composición y descripción

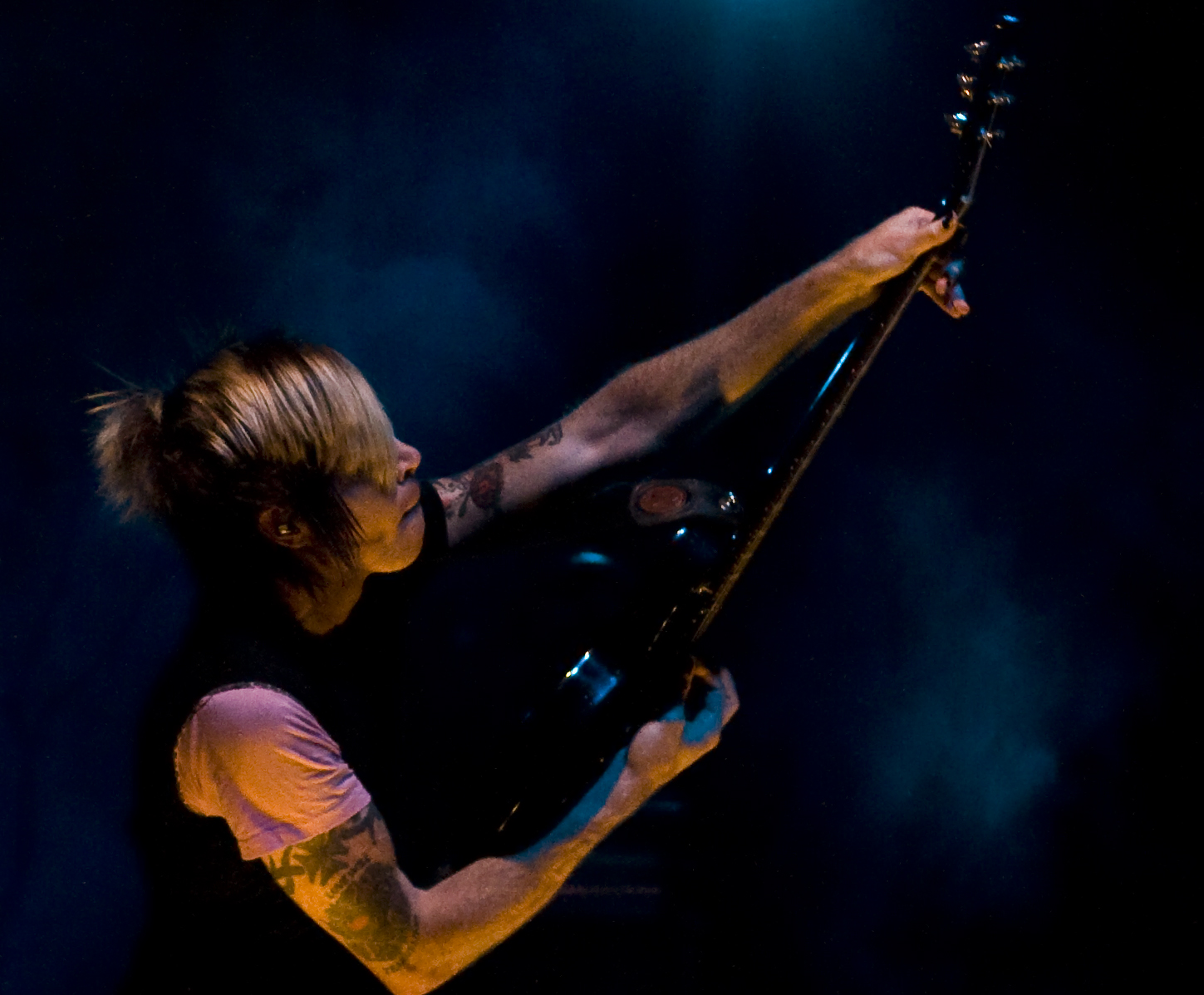
Jade Puget en mayo de 2007 durante un concierto de la gira de Decemberunderground.

«Love Like Winter» es una canción de los géneros synth pop y rock electrónico que se distingue de trabajos previos del grupo por su marcada influencia de sintetizadores.  La pista está compuesta en si bemol menor, sigue un compás de 4/4 y tiene un tempo de 120 pulsaciones por minuto. Esta presenta un motif invernal, que se refleja tanto en su atmósfera sonora como en la letra. Musicalmente, se basa en un loop constante que desemboca en un estribillo de estilo arena rock, evocando la música de los años 80.  El vocalista Davey Havok describió el tema como un equilibrio entre lo «cinematográfico» y el «arena pop».
Inicialmente, la canción fue concebida como un tema para Blaqk Audio, el proyecto paralelo de Puget y Havok de música electrónica. Sin embargo, durante las sesiones de trabajo comenzaron a desarrollar melodías vocales que transformaron la naturaleza de la pieza. Tras añadir guitarras y líneas de bajo Puget concluyó de que la canción podía adaptarse a AFI. 
El enfoque de su composición fue principalmente electrónico. En Decemberunderground la banda decidió profundizar y refinar los elementos electrónicos, integrándolos de manera más cohesionada en su estilo para utilizarlos «como capa, como color, como una voz diferente, y aún así mantener la integridad de una canción de rock». El baterista Adam Carson señaló que el guitarrista Jade Puget se había convertido en «un estudiante» de los sintetizadores y teclados y que había perfeccionado sus habilidades de programación musical. Puget creó la maqueta de «Love Like Winter» en el programa de secuenciación Sony Acid Pro, utilizando «solo una laptop, algunos samples, y una interfaz de audio para poder grabar la guitarra». Parte de los samples utilizados también provinieron del programa Reason, de Reason Studios. Puget programó golpes de violonchelo en negras, efectos de pasos en la introducción y un ritmo de hip hop en el verso, basado en un patrón de bombo poco convencional con caja lateral. En el estribillo, empleó un efecto de guitarra de acorde cerrado mediante un procesador de efectos AdrenaLinn H, diseñado por Roger Linn.

## Grabación y producción

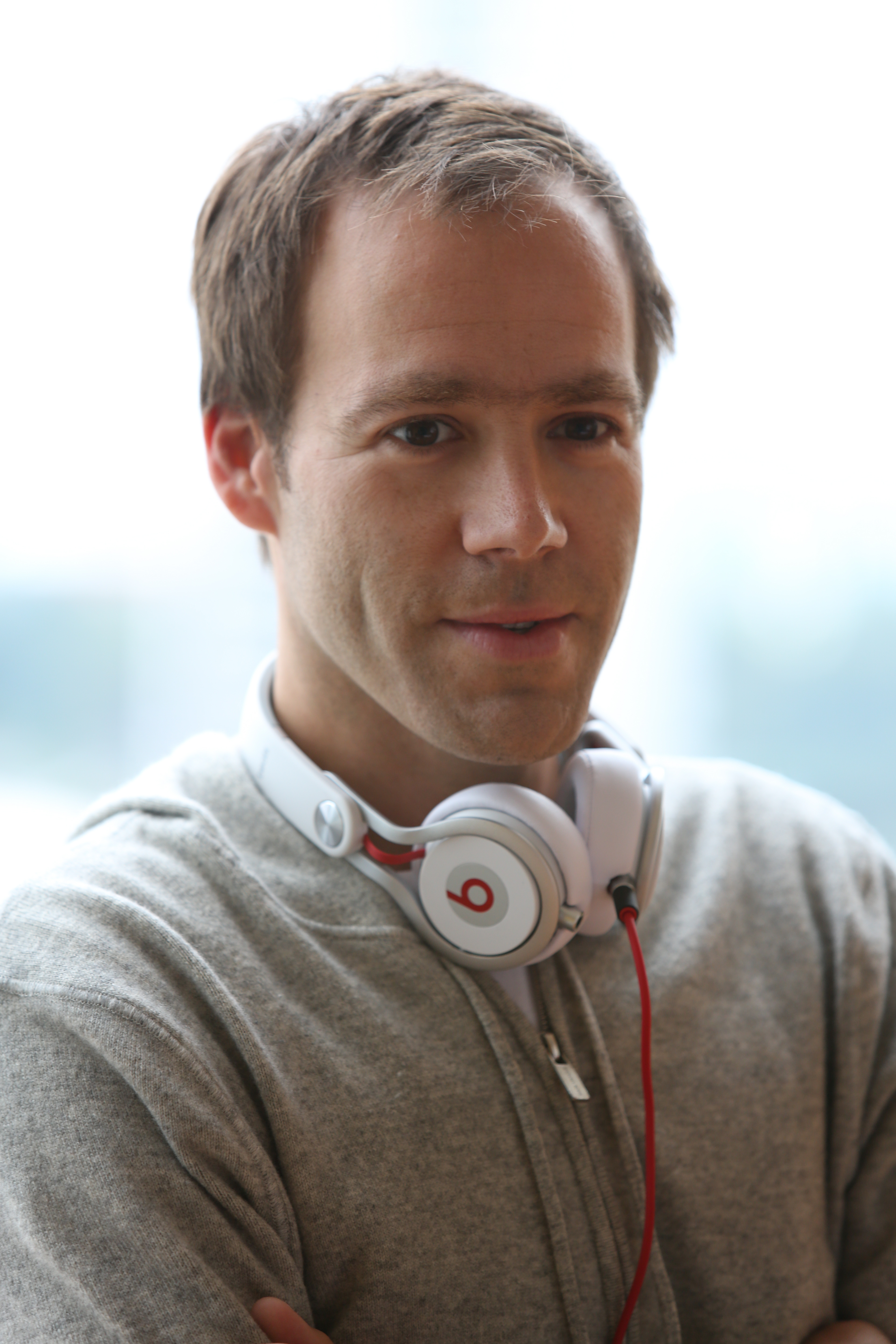
Wood insistió en seguir trabajando en la canción incluso cuando habían terminado la grabación del disco.

La grabación de «Love Like Winter», así como la de todo Decemberunderground, se realizó principalmente en los Conway Studios y Sage and Sound Recording (Los Ángeles, California) entre 2005 y 2006. La producción estuvo a cargo de Jerry Finn, quien ya había trabajado con la banda en Sing the Sorrow (2003). Durante las sesiones, «Love Like Winter» se convirtió en la canción más desafiante del proceso de grabación del álbum y su maqueta resultó «tan impactante y completa» que estableció un estándar para la versión final. Según el bajista Hunter Burgan, la banda tuvo que «seguir un camino bastante loco» para lograr completarla.
La cantidad de pistas de programación que Puget incluyó impidieron que la banda pudiera ensayarla de manera tradicional y también supuso un obstáculo técnico. Finn le advirtió a que el número de canales de audio disponibles en el estudio no era suficiente para manejar todas las capas de programación, por lo que le sugirió reducirlas. Cada persona en el estudio tenía una visión diferente de cómo debía ser refinada la canción. Según Burgan, en el estudio «hicieron todo lo que se les ocurrió» para finalizarla, recibiendo incluso sugerencias de personas ajenas al grupo, quienes les enviaban ideas para darle forma. Burgan describió la dificultad del proceso afirmando que era como si todos «escucharan algo que no estaba del todo ahí, como si estuviera casi ahí», lo que generó una sensación de frustración. La banda experimentó con diferentes arreglos en los coros, líneas de bajo, y patrones de batería, intentando todo tipo de variaciones en busca de la versión definitiva.
La complejidad de la producción llevó a AFI a continuar trabajando en estudios externos incluso después de finalizar la grabación del álbum. Durante las fases finales, Burgan tuvo dificultades para definir la línea de bajo debido a los constantes cambios en la batería, lo que le impedía comprender cómo debía ser interpretada la canción en su totalidad. El proceso fue tan extenuante que llegó a tener un teléfono colocado sobre su bajo en el estudio para comunicarse con quienes no estaban presentes en la sala de grabación, lo cual se extendió hasta el día previo a la mezcla del disco. En ese momento, la canción seguía en constante evolución, y tenían que enviarla en cualquier estado en que se encontrara. El A&R Luke Wood sugirió que continuaran experimentando con nuevas líneas de bajo y durante la reunión previa a la mezcla, llevada a cabo en su casa, Burgan presentó tres versiones distintas y permitió que los asistentes eligieran la que preferían. En ese momento, Puget tomó secciones de las tres pistas, las combinó en una sola línea y las integró en un dispositivo de almacenamiento para entregárselas al ingeniero de mezcla Chris Lord-Alge.

## Recepción crítica
La canción recibió una acogida mayoritariamente positiva por parte de la crítica especializada, destacando su sonido influenciado por la música de los años 80 y la incorporación de elementos electrónicos en el estilo característico de AFI. Tom Sinclair, de Entertainment Weekly, consideró que la canción poseía el atractivo suficiente del arena rock como para ser vista como un clásico instantáneo. Scott Shetler, de Slant Magazine, destacó su inesperado tempo de baile y elogió la forma en que la banda integraba sintetizadores de estilo ochentero en su sonido. De manera similar, Ed Thompson de IGN opinó que el tema podría haber sido grabado y lanzado en los años 80. Evan Davies, de NOW Magazine, señaló que su estilo evocaba el pop de New Order, mientras que Kyle Ryan, de The A.V. Club, describió su estribillo como «tremendamente pegadizo». Allegra Willis, de Hybrid Magazine, afirmó que poseía el estribillo más potente de Decemberunderground y uno de los más impactantes de 2006, capaz de competir con cualquier himno de rock de estadio.
Desde Scene Point Blank,  Alex N consideró que «Love Like Winter» era uno de los puntos más destacados de Decemberunderground. Sin embargo, Neil F, del mismo medio, mostró una visión más crítica, argumentando que aunque la fusión de «sintetizadores, ritmos de baile y guitarras» eran una «buena idea», el resultado final «salió mal». En contraste, Paul Aubin de Punknews.org definió la canción como una sorpresa dentro del álbum y señaló que, a pesar de sus influencias, «podría haber sonado horrible», pero que su melodía era «demasiado memorable» como para fallar. Corey Apar, de AllMusic, subrayó sus marcadas vibraciones electrónicas, mientras que Scott Kara, de The New Zealand Herald, la describió como una balada carente de coraje. Vik Bansal, de MusicOMH, la calificó como una pista «vagamente industrial» con una melodía impresionante y resaltó su carácter experimental dentro del álbum. Por su parte, David Hyland de Soundbytes elogió la belleza de sus sintetizadores, aunque criticó su aparente orientación hacia un público juvenil, al afirmar que parecía diseñada para jocks y cheerleaders.

## Recepción comercial
«Love Like Winter» fue enviada a las emisoras de radio de música alternativa en la última semana de septiembre de 2006. Posteriormente, debutó en la lista Alternative Airplay de Billboard en la posición 33 durante la semana del 7 de octubre. De acuerdo con los datos de la empresa de monitoreo Mediabase, la canción alcanzó una audiencia estimada de 9 millones de oyentes. Su rendimiento en la lista radial continuó en ascenso hasta lograr el cuarto puesto en la semana del 30 de diciembre de 2006, donde se mantuvo detrás de «Anna-Molly» de Incubus, «Welcome to the Black Parade» de My Chemical Romance y «Snow (Hey Oh)» de Red Hot Chili Peppers. En cuanto a su desempeño en las listas generales, «Love Like Winter» se convirtió en el segundo sencillo de AFI en ingresar al Billboard Hot 100, debutando en la posición 88 el 30 de diciembre de 2006 y alcanzando su punto máximo en el lugar 68 el 13 de enero de 2007. A diferencia de «Miss Murder», «Love Like Winter» consiguió posicionarse también en listas de música pop, alcanzando el puesto 71 en el conteo Pop 100. En Australia, fue el tercer y último sencillo de AFI en ingresar en la lista de sencillos del país, debutando en el puesto 49 el 26 de noviembre de 2006 y alcanzando su mejor posición en el lugar 44 durante su tercera semana en la lista. En Escocia, el tema obtuvo la posición 50 en noviembre de 2006, mientras que en el Reino Unido ingresó en el puesto 76, permaneciendo una única semana en la lista oficial de sencillos. No obstante, logró un mayor desempeño en el UK Rock Chart, donde alcanzó la tercera posición.

## Promoción

### Vídeo musical

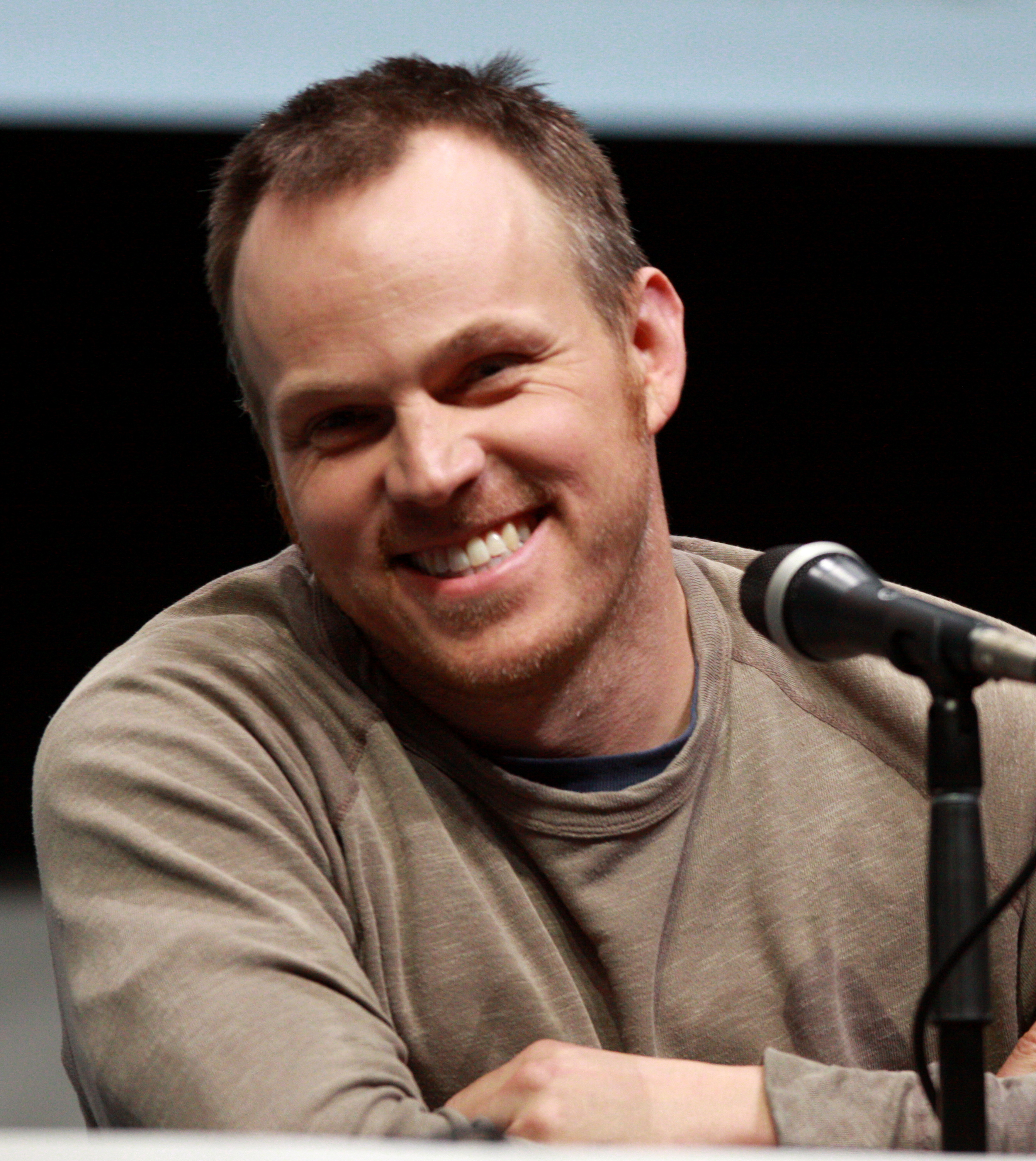
El video lo dirigió el director de cine Marc Webb.

El videoclip de «Love Like Winter» fue dirigido por el cineasta Marc Webb, quien ya había trabajado con AFI en el video de «Miss Murder». El rodaje se realizó durante dos días en la primera semana de septiembre de 2006. Antes de su lanzamiento, la banda evitó revelar detalles sobre el contenido del video debido a la corta duración de la canción, con el propósito de preservar «el elemento de sorpresa» para sus seguidores.
A diferencia de producciones anteriores, el videoclip pone menos énfasis en la actuación en vivo de la banda y adopta un enfoque narrativo centrado en temas como el amor y el miedo. Según Webb, el concepto visual tomó inspiración de películas como Kill Bill de Quentin Tarantino, Sleepy Hollow de Tim Burton y la obra de Akira Kurosawa. El vocalista Davey Havok explicó que  «Love Like Winter» era una canción que se prestaba particularmente para lo «visual», mientras que el guitarrista Jade Puget describió el video como «oscuro y cinematográfico», en línea con la imaginería de Decemberunderground.
La narrativa del videoclip transcurre durante una noche de invierno en un paisaje desolado y cubierto de nieve. La historia comienza con Havok reuniéndose con los demás integrantes de la banda en un bosque nevado. Posteriormente, el protagonista sigue a una mujer de cabello oscuro a través del bosque, en escenas que se alternan con tomas de la banda interpretando la canción en el mismo entorno helado. En la parte final del video, Havok alcanza a la mujer, momento en el que ambos rompen el suelo congelado y caen en aguas subterráneas. La historia concluye cuando la mujer impide que Havok regrese a la superficie. El videoclip se estrenó a mediados de septiembre de 2006 en el programa estadounidense Total Request Live (TRL) de MTV. La producción tuvo una recepción favorable, alcanzando la primera posición en el conteo del programa en seis ocasiones.

### Presentaciones en vivo
Durante una breve gira por la costa oeste de los Estados Unidos, AFI filmó su presentación del 15 de septiembre de 2006 en el Long Beach Arena, concierto en el que «Love Like Winter» formó parte del repertorio. El material fue publicado en diciembre de ese mismo año bajo el título I Heard a Voice: Live from Long Beach Arena. La banda también interpretó la canción en el especial de televisión MTV Goes Gold: New Year's Eve 2007, celebrado en la noche del 31 de diciembre de 2006 en los estudios de MTV en Times Square, donde además presentaron una versión de «Song 2» de Blur. En enero de 2007, AFI fue invitado al programa de medianoche Saturday Night Live, donde realizó interpretaciones en vivo de «Love Like Winter» y «Miss Murder». Ese mismo año, el tema fue incluido en el repertorio de la banda durante su actuación en el evento benéfico Live Earth, llevado a cabo en el Giants Stadium en julio de 2007. Desde su lanzamiento, «Love Like Winter» se ha mantenido como una de las canciones recurrentes en los conciertos de AFI, formando parte de las giras promocionales de los álbumes Crash Love, Burials, AFI y Bodies.

## Lanzamiento y versiones
Interscope Records publicó la canción como el segundo sencillo de Decemberunderground en septiembre de 2006. Para Havok, fue una elección obvia y la citó como una de sus pistas preferidas del disco. Su lanzamiento en formato físico se dio mediante CD, Enhanced CD y 7". En los estados unidos se publicaron dos CD, donde en uno de ellos se incluyó su versión original y un mix de rock. Por otra parte, en un CD de Reino Unido se incluyó una versión de «Jack the Ripper» de Morrisey, mientras que en el 7" apareció «On the Arrow», un bonus track de Decemberunderground. Finalmente, el Enhanced CD de Australia incluyó el cover, el bonus track y el video de la canción.
| CD (Estados Unidos) |                                        |          |  |
| N.º                 | Título                                 | Duración |  |
| 1.                  | «Love Like Winter» (versión del álbum) | 2:45     |  |

| CD (Estados Unidos) |                                        |          |  |
| N.º                 | Título                                 | Duración |  |
| 1.                  | «Love Like Winter» (versión del álbum) | 2:45     |  |
| 2.                  | «Love Like Winter» (Rock Mix)          | 2:45     |  |

| CD (Alemania) |                    |          |  |
| N.º           | Título             | Duración |  |
| 1.            | «Love Like Winter» | 2:47     |  |

| CD (Reino Unido) |                    |          |  |
| N.º              | Título             | Duración |  |
| 1.               | «Love Like Winter» | 2:46     |  |

| CD (Reino Unido) |                                        |          |  |
| N.º              | Título                                 | Duración |  |
| 1.               | «Love Like Winter»                     | 2:47     |  |
| 2.               | «Jack The Ripper» (cover de Morrissey) | 2:46     |  |

| 7" (Reino Unido) |                    |          |  |
| N.º              | Título             | Duración |  |
| 1.               | «Love Like Winter» |          |  |
| 2.               | «On The Arrow»     |          |  |

| Enhanced CD (Australia) |                           |          |  |
| N.º                     | Título                    | Duración |  |
| 1.                      | «Love Like Winter»        | 2:47     |  |
| 2.                      | «Jack The Ripper» (video) | 2:46     |  |
| 3.                      | «On The Arrow»            | 3:07     |  |
| 4.                      | «Love Like Winter»        | 2:51     |  |

## Posicionamiento en listas

### Semanales
| País (Lista 2006-2007)             | Mejor posición |
| ---------------------------------- | -------------- |
| Australia (ARIA)                   | 44             |
| Escocia (Scottish Singles Chart)   | 50             |
| Estados Unidos (Alternative Songs) | 4              |
| Estados Unidos (Billboard Hot 100) | 68             |
| Estados Unidos (Pop 100)           | 71             |
| Portugal (AFP)                     | 29             |
| Reino Unido (UK Rock & Metal)      | 3              |
| Reino Unido (UK Singles Chart)     | 76             |

## Créditos
AFI
- Davey Havok: voz
- Jade Puget: guitarra
- Hunter Burgan: bajo
- Adam Carson: batería
- AFI: composición

Producción
- Productor: Jerry Finn
- Ingenieros de mezcla: Jerry Finn y Chris Lord-Alge
- Ingeniero de grabación: Joe McGrath
- Ingeniero de ProTools: Jake Davies
- Asistentes de ingenieros: Seth Waldmann, Jason Gossman, Kevin Mills, Eric Weaver, Dimitar Krnjaic, y Keith Armstrong
- Técnico de batería: Mike Fasano
- Programación y teclados: Jade Puget
- Grabado en Conway Recording Studios y Sage & Sound Recording Studios
- Mezclado en Conway Recording Studios y Resonate Music
- Masterizado en Sterling Sound, NYC por Ted Jensen
- Mezcla: Chris Lord-Alge

Créditos adaptados del libreto de Decemberunderground.